# Itochu
Itochu este o companie japoneză listată pe Tokyo Stock Exchange, care se ocupă cu diverse tipuri de comerț.